# بروتوكول جهاز بوابة الإنترنت

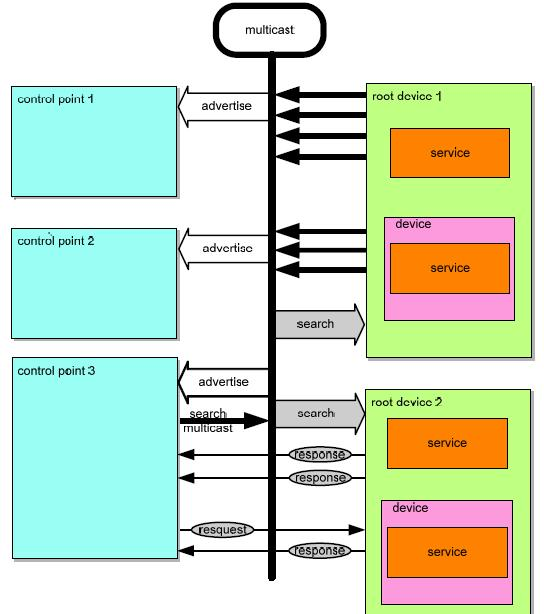

بروتوكول جهاز بوابة الإنترنت ( IGD )أو بروتوكول التحكم في الجهاز المعياري  هو بروتوكول لتعيين المنافذ في إعدادات ترجمة عناوين الشبكة (نات "NAT") ، مدعومة من قبل بعض أجهزة التوجيه التي تدعم نات.  وهو بروتوكول اتصالات شائع لتكوين إعادة توجيه المنفذ تلقائيًا [بحاجة لمصدر]، وهو جزء من معيار ISO / IEC   وليس معيار فريق هندسة الإنترنت .

## الاستخدام
تحتاج التطبيقات التي تستخدم شبكات نظير إلى نظير والألعاب متعددة اللاعبين وبرامج المساعدة عن بُعد إلى وسيلة للتواصل من خلال بوابات المنزل والعمل. بدون IGD ، يتعين على المرء تكوين البوابة يدويًا للسماح بمرور البيانات من خلالها، وهي عملية عرضة للخطأ وتستغرق وقتًا طويلاً. يأتي Universal Plug and Play (UPnP) مع حل لاجتياز ترجمة عنوان الشبكة ( NAT traversal ) الذي يقوم بتنفيذ IGD.
تسهل IGD القيام بما يلي:
- تعرف على عنوان IP العام (الخارجي)
- طلب عنوان آي بي عام جديد[3]
- تعداد تعيينات المنافذ الموجودة
- إضافة وإزالة تعيينات المنافذ
- تعيين أوقات الإيجار للتعيينات

## UPnP IGDv2
مع نشر UPnP IGDv2 في عام 2010، تم إضافة دعم IPv6 وتصحيح سوء الفهم المتعلق بوقت الاستئجار اللانهائي بقيمة 0. تتوافق المواصفات مع الإصدارات السابقة، لكن هناك مشكلات توافقية، على سبيل المثال مع عميل Microsoft.

## مشكلات التوافق
هناك العديد من مشاكل التوافق بسبب التفسيرات المختلفة لمواصفات IGDv1 و IGDv2 الضخمة والتي في الواقع متوافقة مع الإصدارات السابقة. أحد هذه المشاكل هو عميل UPnP IGD المتكامل مع أنظمة Microsoft Windows و Xbox الحالية مع موجهات IGDv2. لا تزال مشكلة التوافق موجودة منذ إدخال عميل IGDv1 في Windows XP في عام 2001، وموجه IGDv2 بدون حل يجعل من الصعب تعيين مخارج الموجه.
إذا كان UPnP مستخدمًا فقط للتحكم في تعيين مخارج الموجه وفتحات الدخول، فهناك بروتوكولات بديلة أحدث وأبسط بكثير وأخف وزنًا مثل PCP و NAT-PMP، التي تم توحيدها كمعايير RFC من قبل IETF. لم يُعثَر حتى الآن على مشكلات توافق بين العملاء والخوادم المختلفة باستخدام هذه البدائل، ولكن نسبة الاعتماد عليها لا تزال منخفضة. بالنسبة لموجهات المستهلك، يعرف حاليًا فقط AVM ومشاريع برمجيات موجه النص المفتوح OpenWrt و OPNsense و pfSense بدعم PCP كبديل لـ UPnP. تطبيق Fritz!Box UPnP IGDv2 و PCP لدي AVM كان متوقفًا جدًا منذ إدخاله. في كثير من الحالات لا يعمل.

## المخاطر ألامنية
يمكن للبرامج الضارة استغلال بروتوكول جهاز بوابة الإنترنت لإخضاع الأجهزة المتصلة لسيطرة مستخدم خارجي.  دودة كونفيكر هي مثال على شبكة الروبوتات التي تم إنشاؤها باستخدام هذا المتجه .